# كوكو (نيجيريا)
كوكو (بالإنجليزية: Koko/Besse)‏ هي local government area of Nigeria تقع في نيجيريا في ولاية كبي.